# Dytomyia paulyi
Dytomyia paulyi är en tvåvingeart som beskrevs av Grichanov 1998. Dytomyia paulyi ingår i släktet Dytomyia och familjen styltflugor. Inga underarter finns listade i Catalogue of Life.